# Четин, Огуз
Огуз Четин (тур. Oğuz Çetin; 15 февраля 1963, Адапазары) — турецкий футболист и футбольный тренер. Выступал на позиции полузащитника. Игрок национальной сборной Турции.

## Клубная карьера
Огуз Четин начинал свою карьеру футболиста в турецком клубе «Сакарьяспор». 11 октября 1981 года он дебютировал в турецкой Первой лиге, в домашнем поединке против команды «Диярбакырспор». 10 апреля 1983 года Огуз забил свой первый гол в рамках чемпионата Турции, открыв счёт в домашней игре с «Бешикташем».
Летом 1988 года Огуз перешёл в «Фенербахче», где в свои первые два сезона он был одним из лучших бомбардиров клуба. Всего за стамбульский клуб Огуз отыграл 8 сезонов, выиграв при этом целый ряд национальных трофеев. В 1996 году он перешёл в «Истанбулспор», а в 1998 году — в «Аданаспор», где и закончил свою карьеру футболиста.

## Карьера в сборной
21 сентября 1988 года Огуз Четин дебютировал за сборную Турции, в товарищеской игре со сборной Греции, в которой он также забил и свой первый гол. Огуз был включён в состав сборной на финальную часть чемпионата Европы 1996 года в Англии, где сыграл лишь в матче против сборной Португалии.

## Тренерская карьера
Свою тренерскую карьеру Огуз Четин начинал, работая помощником главного тренера «Фенербахче». В сезоне 2002/03 он в течение 10 туров чемпионата возглавлял стамбульский клуб. Далее он Огуз работал с командой «Кайсери Эрджиесспор» во Второй лиге. В первой половине сезона 2004/05 он тренировал «Генчлербирлиги», во второй — «Диярбакырспор». С 2006 года Огуз работал помощником главного тренера сборной Турции. Весной 2010 года он временно возглавлял национальную команду, которая при нём провела 4 товарищеских игры, в трёх победив и в одной проиграв.

## Достижения
«Сакарьяспор»
- Обладатель Кубка Турции (1): 1987/88

 «Фенербахче»
- Чемпион Турции (2): 1988/89, 1995/96
- Обладатель Кубка Турции (1): 1991/92, 1994/95
- Обладатель Суперкубка Турции (1): 1990
- Обладатель Кубка премьер-министра Турции (2): 1989, 1993